# Giuseppe Alberti

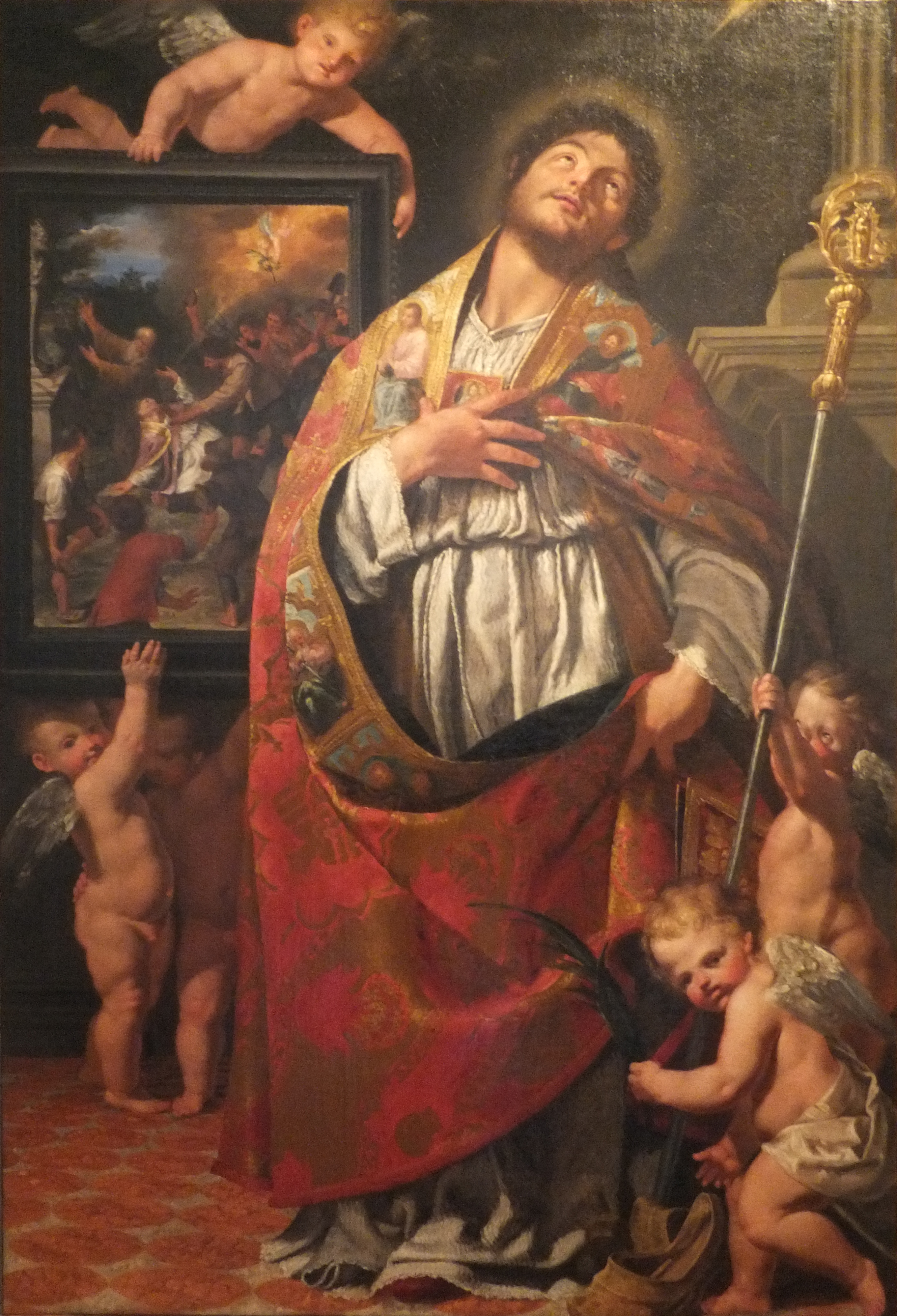
São Vigílio, 1673 Trento, Museu Diocesano

Giuseppe Alberti (Tesero, 1664 - Cavalese, 1730) foi um pintor italiano do período barroco. Depois de ter estudado medicina e direito em Pádua, decidiu tornar-se um pintor e arquiteto.